# Acipenseridae
Esturgeons
Pour les articles homonymes, voir Esturgeon.
Famille
Les esturgeons (Acipenseridae) forment une famille de poissons peuplant exclusivement l'hémisphère nord.
C'est l'une des plus anciennes familles de poissons osseux, celle des chondrostéens. Les esturgeons fréquentent les rivières subtropicales, tempérées et sub-arctiques, les lacs et les côtes de l'Eurasie et d'Amérique du Nord. Ils se distinguent par leur corps allongé, l'absence d'écailles et une grande taille occasionnelle, allant généralement de 2 à 3 m de longueur ; certaines espèces comme le béluga atteignent jusqu'à 7,5 m pour 1 570 kg. La plupart des esturgeons sont benthiques, s'alimentant sur le fond, et anadromes, migrant entre les deltas, les lagunes, les limans et les estuaires, mais remontant les cours d'eau pour pondre ; certains sont tout à fait dulçaquicoles, et très peu s'aventurent dans l'océan au-delà du plateau continental.
Plusieurs espèces d'esturgeons sont pêchées pour leurs œufs, le caviar, mais aussi pour leur chair. Leur croissance lente, leur maturité tardive et leur alimentation riche en mollusques et crustacés benthiques les rendent particulièrement vulnérables à la surpêche, à la pollution et à la fragmentation de leur habitat. La plupart des espèces d'esturgeons sont actuellement considérées comme menacées d'extinction.
Entre 1970 et 2012, les populations d'esturgeons vivant dans les lacs et les rivières ont chuté de 94 %.

## Description

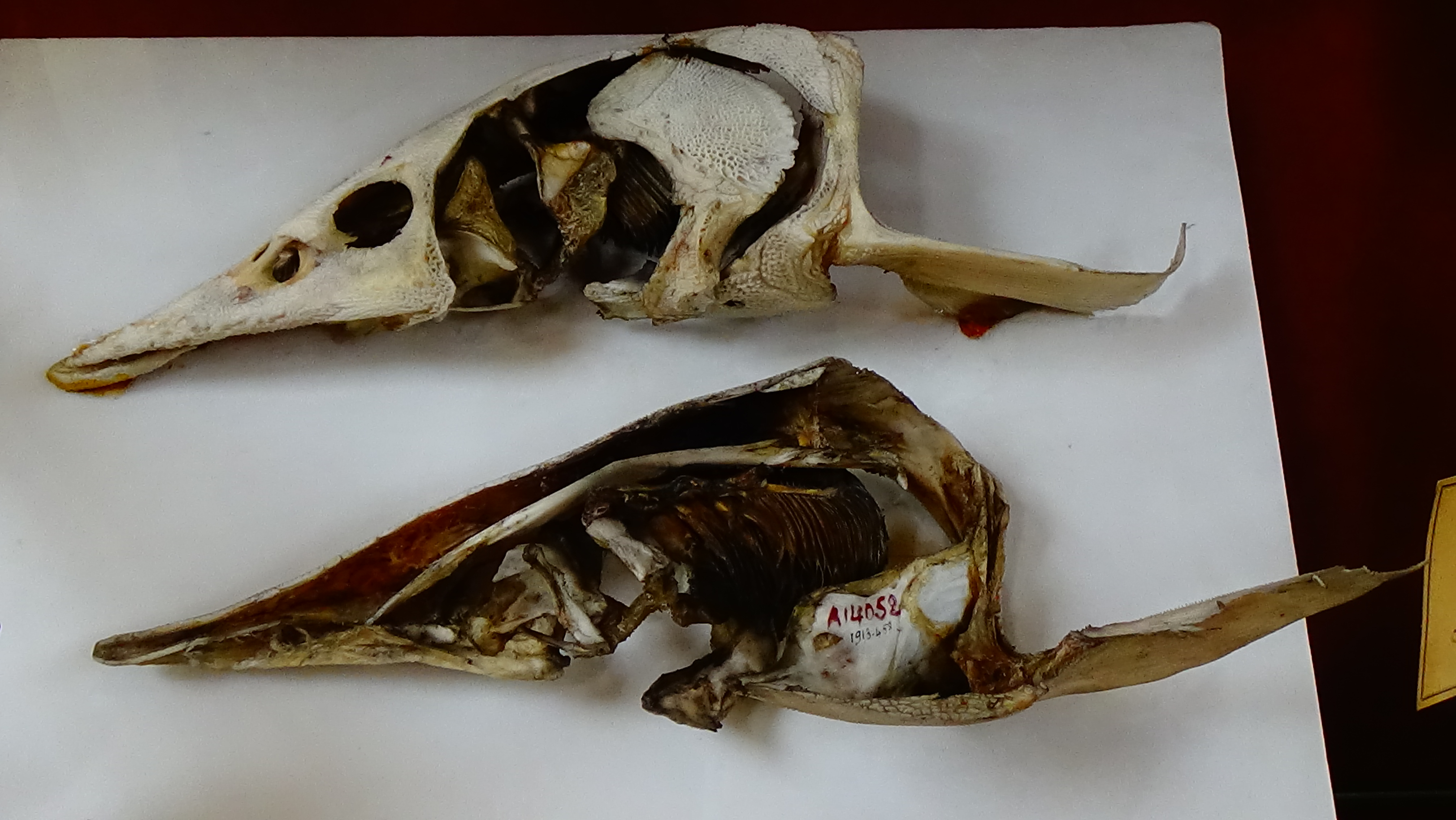
Crâne d'esturgeon, vue externe et interne, collection du Muséum de Paris.

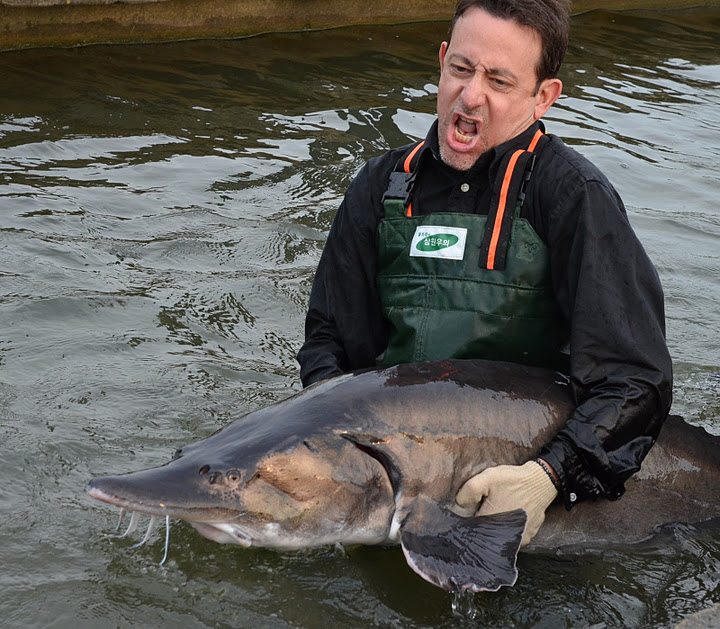
Dans un élevage de Corée du Sud, un bélouga tente d'échapper au reporter Steve Herman.

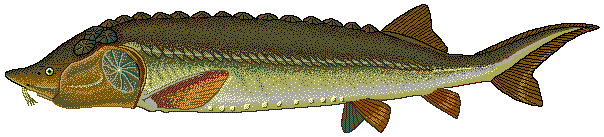
Bélouga Huso huso.

Bien qu'ils appartiennent à la super-classe des Osteichthyes (poissons osseux), les esturgeons ont un squelette principalement cartilagineux, caractéristique de la sous-classe des chondrostéens. Ils n'ont pas d'écailles : leur corps est partiellement recouvert de plaques osseuses nommées scutelles. Ils ont quatre barbillons tactiles devant leur bouche, dépourvue de dents mais capable d'aspirer tout ce qui vit sur le fond. Avec leur rostre, ils fouillent la vase, et utilisent leurs barbillons pour détecter des mollusques, des crustacés et de petits poissons dont ils se nourrissent. Les esturgeons sont immédiatement reconnaissables à leur corps allongé, à leur rostre plat, à leurs scutelles et leurs barbillons ainsi qu'au lobe supérieur allongé de leur nageoire caudale.
En raison de leurs tailles et âges possibles, les esturgeons sont parfois qualifiés de « Léviathans » ou de « Mathusalems » des poissons, par référence à la Bible. Ils sont parmi les plus grands poissons d'eau douce : certains bélougas âgés des mers Noire et Caspienne peuvent dépasser 7 m pour une masse d'une tonne et demie, tandis que le calouga du fleuve Amour atteint une longueur de 5,6 m et peut dépasse la tonne,. Leur longévité aussi est l'une des plus grandes parmi les poissons : certains vivent plus de 100 ans et atteignent leur maturité sexuelle à 20 ans ou plus. La combinaison d'une croissance lente et d'une maturité tardive rendent l'esturgeon particulièrement vulnérable à la surpêche. Les esturgeons sont polyploïdes ; certaines espèces ont quatre, huit ou 16 jeux de chromosomes.

## Étymologie et taxonomie
Dans l'Antiquité, les esturgeons étaient appelés oxyrhynques soit « nez pointus » ; le mot « esturgeon » est un emprunt fait à l'ancien bas francique sturio soit « rostré », d'où le néerlandais steur, comparable à l'allemand Stör, au vieil anglais styria ou au vieux norrois styrja.
Le nom scientifique de la famille a été attribué d'après celui de l'un des genres. L'étymologie de Acipenser est incertaine, une simple étymologie latine est improbable du fait de la terminaison par er, cependant ce terme pourrait dériver de acupensum via acipensis à la suite de réajustements morpho-phonologiques, dérivant de acus pour « aiguille, pointe » et de pensum pour « fuseau ». Acipenser désignerait donc à la fois le rostre et les barbillons en fuseau de sa tête.

### Liste des genres
- Sous-famille Acipenserinae
  - genre Acipenser Linnaeus, 1758
  - genre Huso Brandt et Ratzeburg, 1833
- Sous-famille Scaphirhynchinae
  - genre Pseudoscaphirhynchus Nikolski, 1900
  - genre Scaphirhynchus Haeckel, 1836

## Évolution

### Histoire évolutive

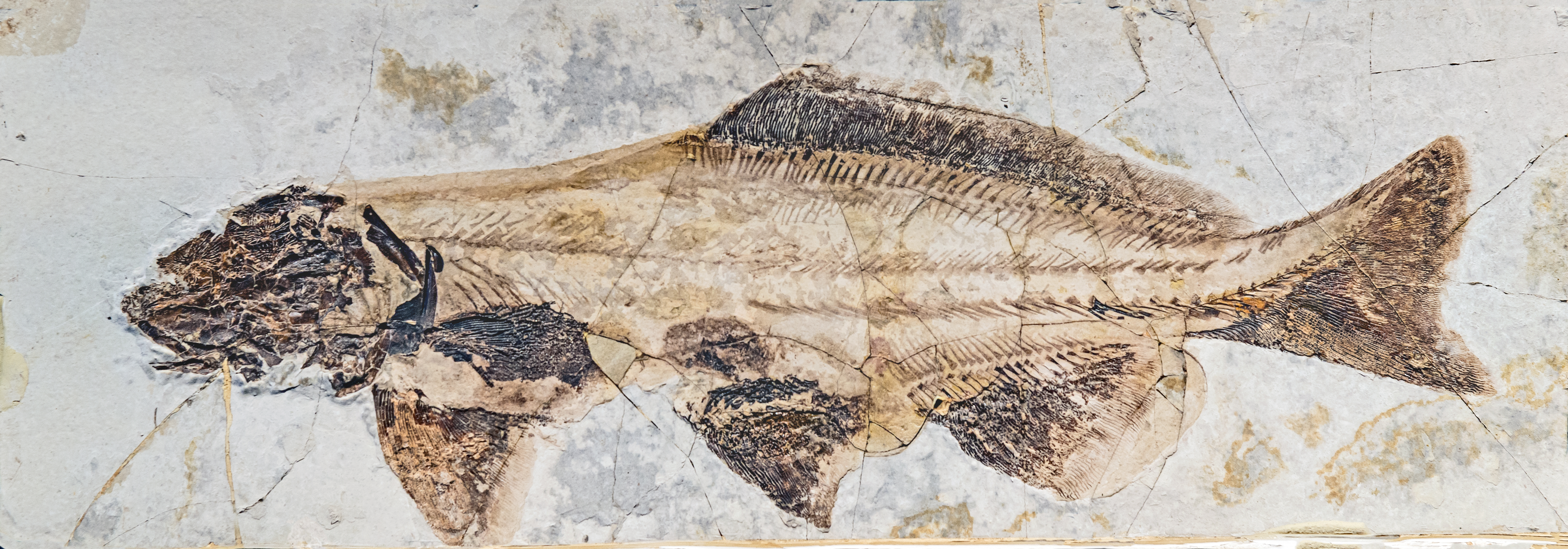
Yanosteus longidorsalis, un membre de la famille éteinte des ' acipensériformes du Crétacé inférieur (125-120 Ma) trouvé dans la Formation d'Yixian à Liaoning, en Chine.

Des Acipenseriformes sont visibles parmi les fossiles d'il y a environ 174 à 201 millions d'années (Ma) au cours du Jurassique inférieur, ce qui en fait les plus anciens actinoptérygiens encore vivants. Les vrais esturgeons apparaissent dans le registre fossile au cours du Crétacé supérieur. Au cours de cette période, ils subissent peu de changements morphologiques, ce qui indique une évolution lente qui leur vaut le statut informel d'espèce panchronique,. Cela s'explique en partie par l'abondance de proies dans l'environnement benthique, le peu de prédateurs pour les adultes en raison de leur taille et de leurs scutelles, le long intervalle entre les générations et la tolérance à de larges plages de température (eurythermie) et de salinité (euryhalinie). Bien que leur évolution ait été lente, ils forment un Ordre très évolué, et ne ressemblent pas étroitement à leurs ancêtres chondrostéens. Ils partagent cependant plusieurs caractéristiques anciennes, telles que la queue hétérocerque, la squamation réduite, plus de rayons de nageoires que d'éléments osseux de soutien, et une attache unique de la mâchoire.

## Les esturgeons et l'homme

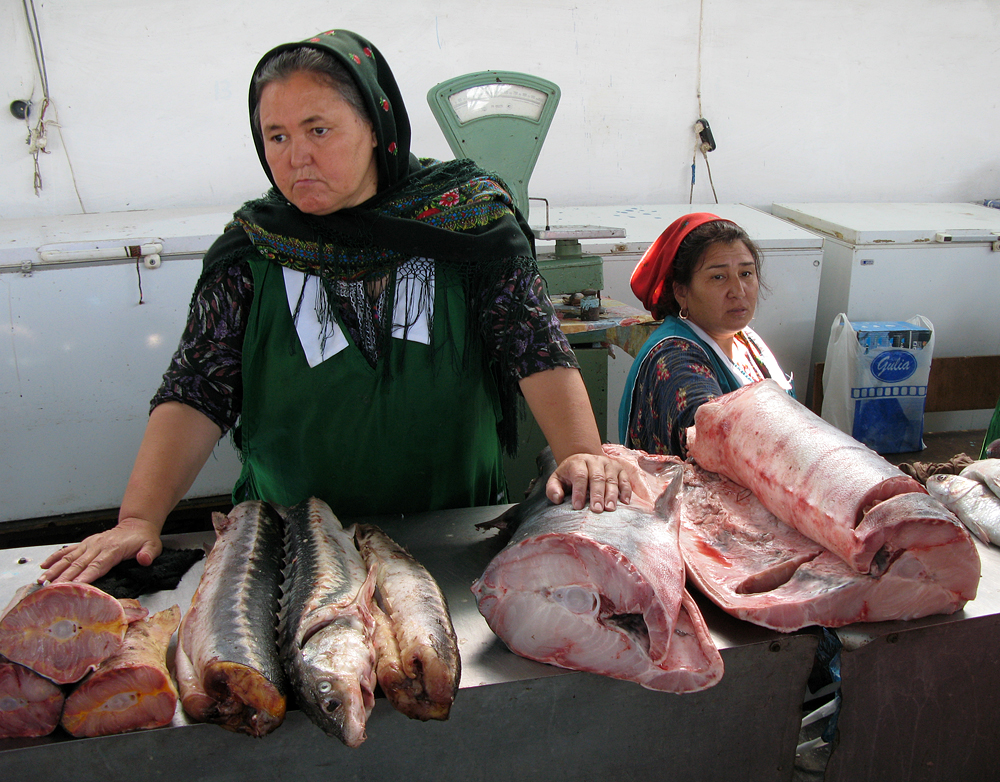
Vendeuses d'esturgeons de la Caspienne sur un marché à Türkmenbaşı (Turkménistan).

### Utilisations
Avant l'ère industrielle et le début du XXe siècle, les vessies natatoires d'esturgeon (principalement du béluga) ont été utilisées comme une source de colle de poisson, une forme de collagène utilisée historiquement pour la clarification de la bière, comme un prédécesseur de la gélatine. La grande quantité de glace nécessaire à la conservation et à l'acheminement du caviar provenait soit des montagnes comme l'Elbourz, le Caucase, les Alpes pontiques ou les Balkans, soit des limans englacés l'hiver (les plaques de glace étant conservées dans des glacières), rendant le prix des œufs d'esturgeon accessible seulement aux noblesses russe, roumaine, turque et perse, puis plus récemment à la nomenklatura et à l'exportation vers la gentry des pays riches. C'est pourquoi les esturgeons renvoient à une image de grand luxe. L'esturgeon fournit aussi une chair prisée qui accompagne traditionnellement le caviar, et également un cuir utilisé dans la maroquinerie de prestige. Cette image luxueuse a contribué à sa surpêche et à sa disparition dans presque la totalité de son aire de répartition.

### Espèces menacées
Les esturgeons étaient autrefois présents dans toute l'Europe. Jusqu'au XIVe siècle, ils semblent encore présents dans une grande partie de la France. Ainsi au XVe siècle on pouvait les pêcher en pleine ville dans la petite rivière de Valenciennes (aujourd'hui souterraine sous des voûtes de brique) : « le vingt-quattriesme d'apvril dudit an 1648, à Valentienne, at esté prins en la rivierette Descronais, à l'opposite de la ruelle Haprois, un esturgeon lequel pesoit cent trente cinq livres », ce qui laisse penser qu'ils étaient encore présents dans tout l'Escaut et nombre de ses affluents.

### Conservation
La plupart des espèces d'esturgeons sont désormais protégées, et figurent dans l'appendice III de la convention de Berne, leur commerce est également limité en vertu de l'appendice II de la CITES.

## Culture

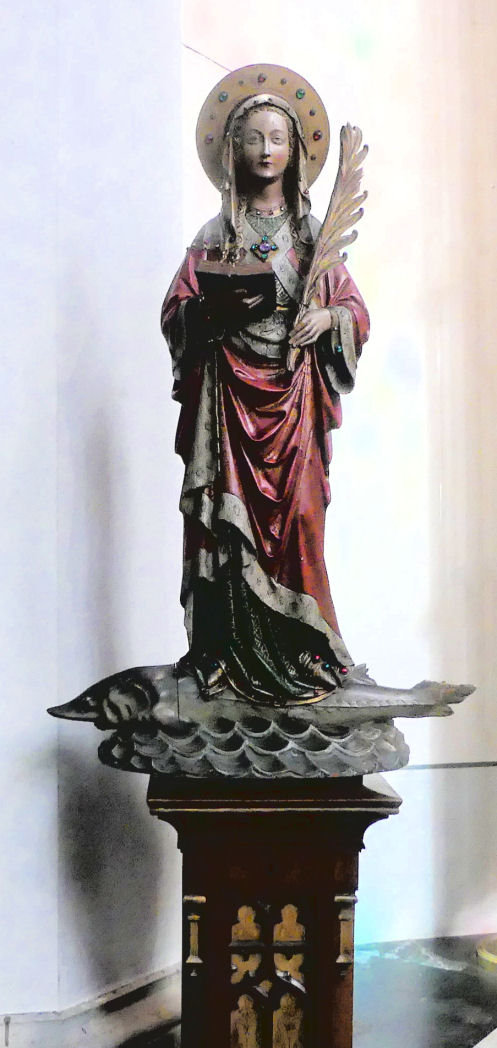
Amalberge de Tamise avec son esturgeon.

Selon une légende franque, la noble moniale Amalberge de Tamise vivant en Flandre avait pour emblème un esturgeon.